# Trachyrhinus favosus
Trachyrhinus favosus is een hooiwagen uit de familie Sclerosomatidae.